# Darapsa myron
Darapsa myron (tên tiếng Anh: Virginia creeper sphinx) là một loài bướm đêm thuộc họ Sphingidae. Nó sống ở Maine phía nam tới phía nam Florida; phía tây tới North Dakota, Nebraska, New Mexico, và Texas. Nó cũng có thể được tìm thấy ở México.
Sâu bướm ăn virginia creeper và grape.

## Phụ loài
- Darapsa myron myron
- Darapsa myron mexicana (Gehlen, 1933)

## Hình ảnh

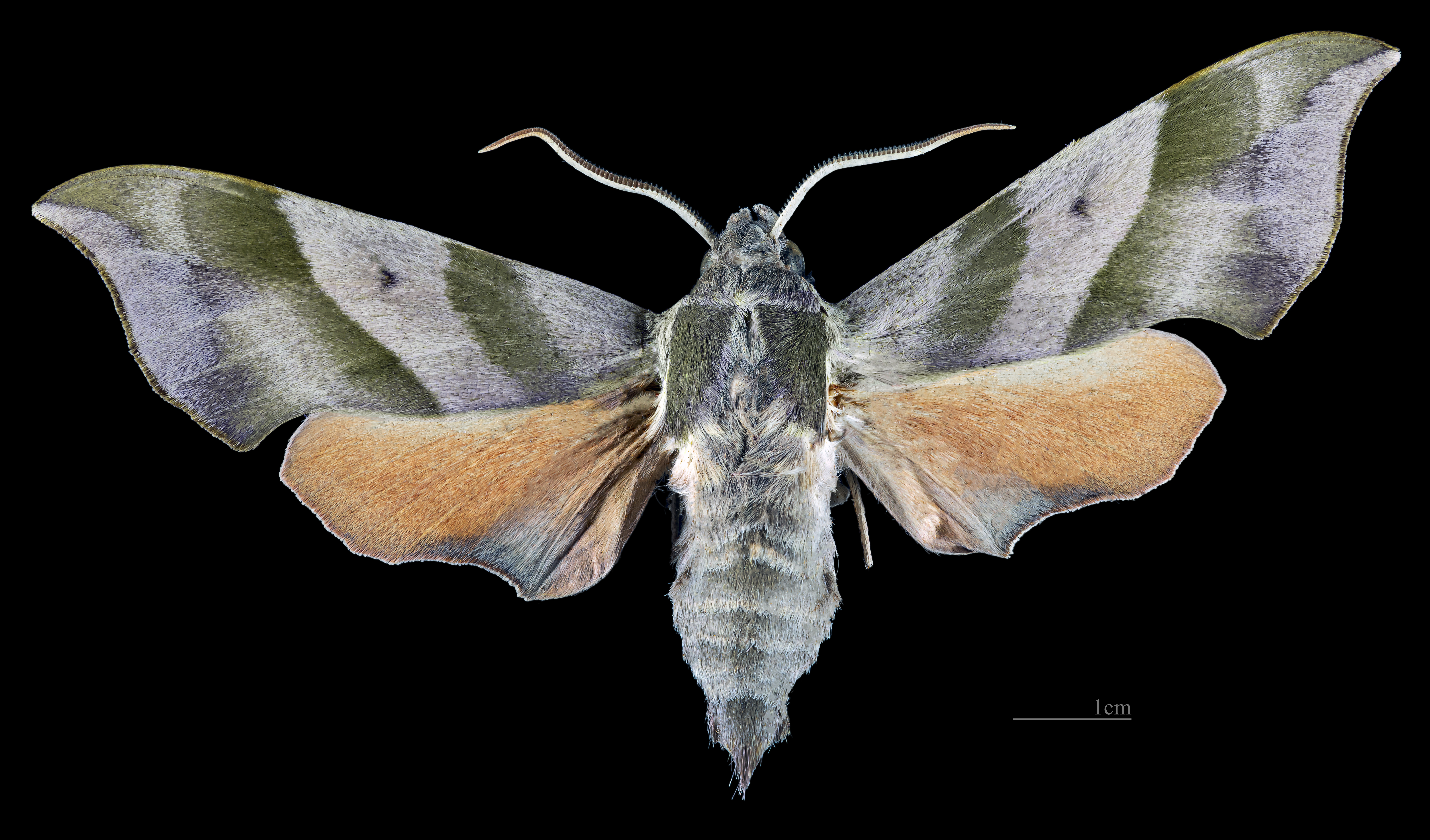
Darapsa myron myron ♂
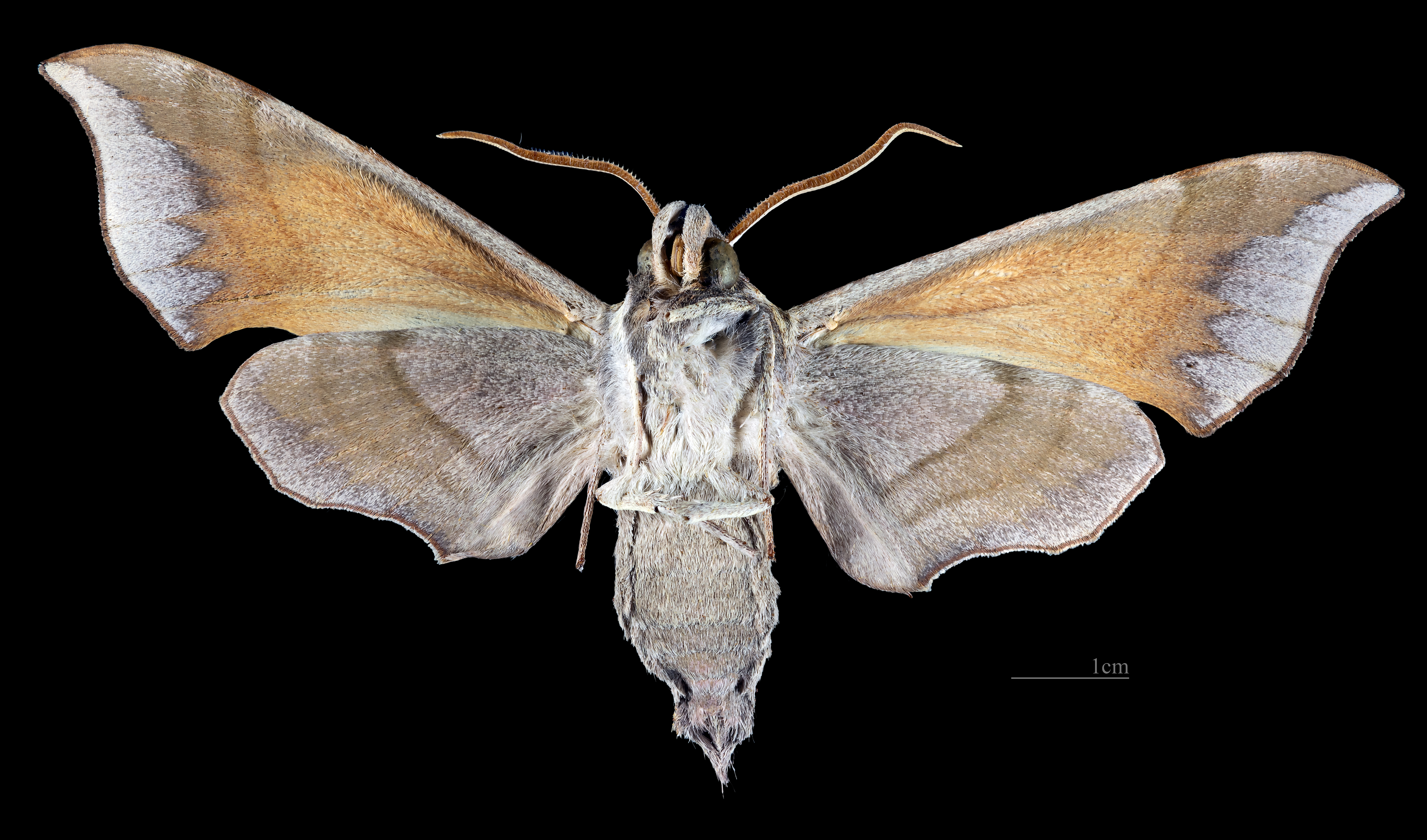
Darapsa myron myron ♂ △
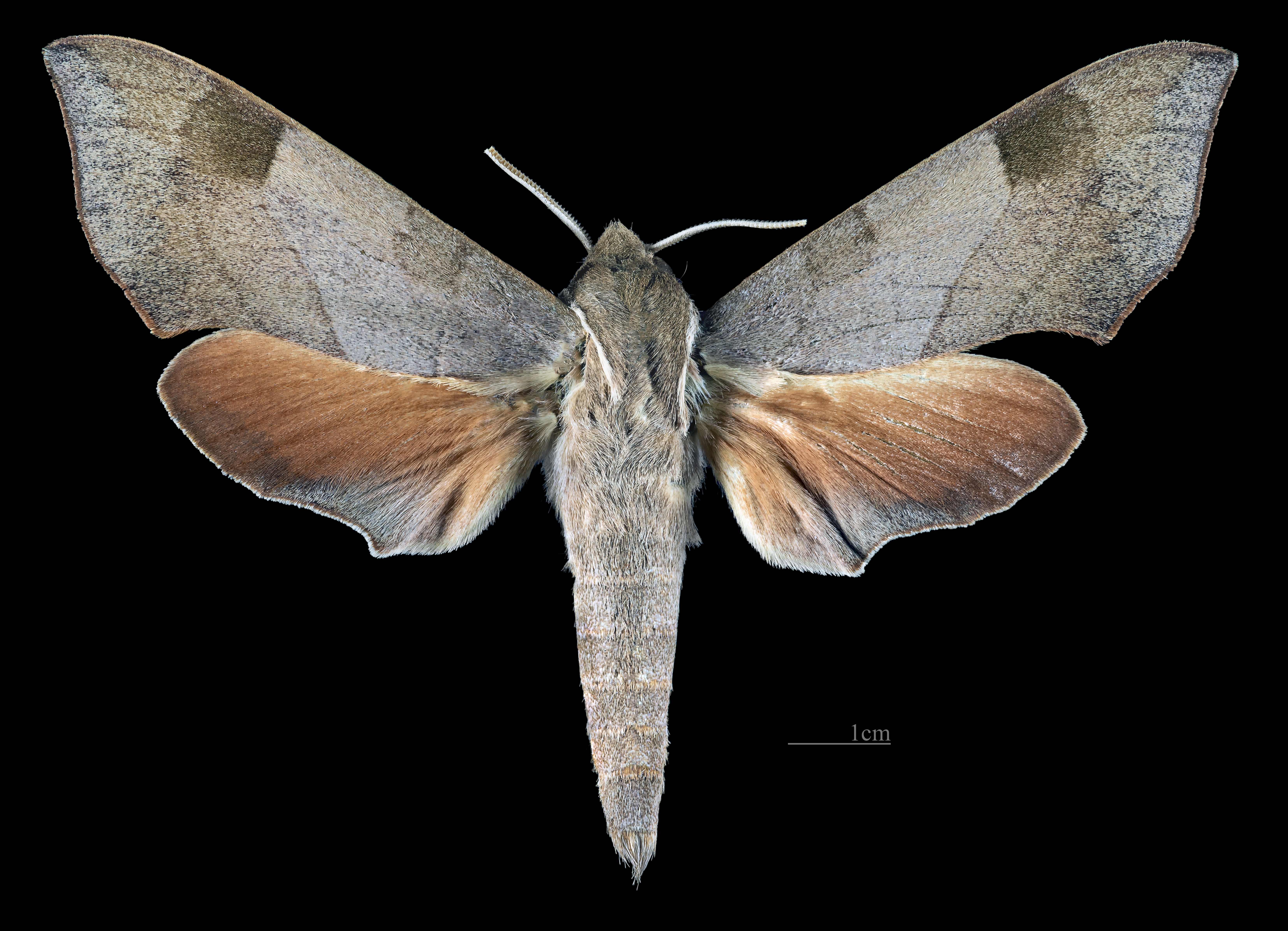
Darapsa myron mexicana ♀
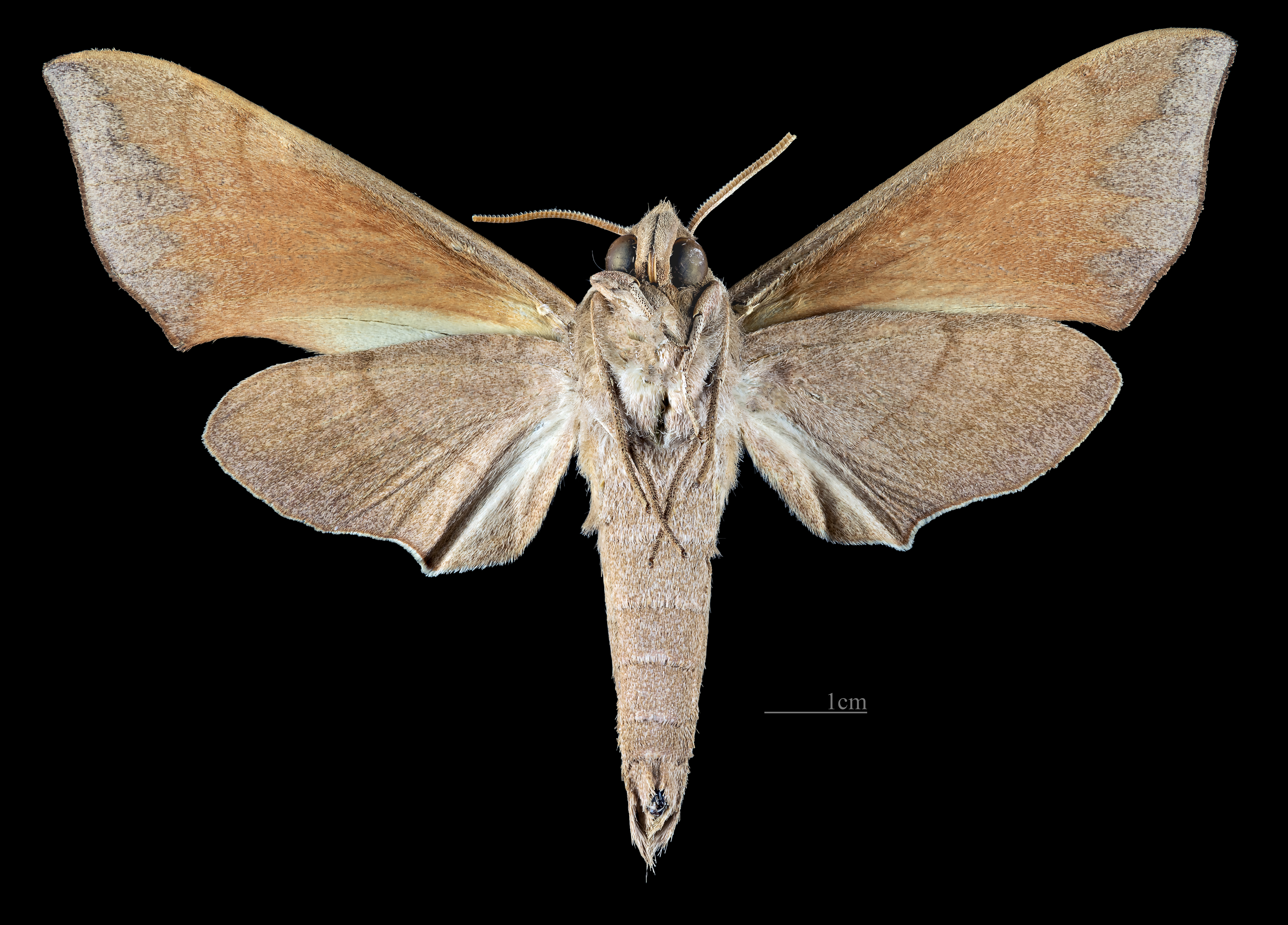
Darapsa myron mexicana ♀ △